# Jaume Comellas
Jaume Comellas i Colldeforns (Tarrasa, 1941) es un periodista, crítico de arte, ensayista, biógrafo, historiador del arte y profesor universitario español, de larga y destacada trayectoria profesional en Cataluña.

## Biografía
Licenciado por la Universidad de Barcelona en Historia del arte, así como en Ciencias de la Información, su carrera como periodista ha estado siempre vinculada al mundo de la cultura en general, y del arte en particular y muy especialmente, la música. Además de en la prensa generalista, como el diario Avui —del que es uno de sus fundadores— o El Correo Catalán, también ha sido habitual en prensa y medios especializados, como crítico de arte y/o musical en Barcelona Metròpolis Mediterrània, Oriflama, Presència, la revista Al Vent, que también fundó, y Catalunya Música/Revista Musical Catalana, que dirigió, entre otras. Es también profesor en la Facultad de Ciencias de la Información de la Universidad Pompeu Fabra y lo fue durante dieciocho años en Universidad Politécnica de Cataluña. En 1992 fue galardonado con el Premio Nacional de Periodismo de Cataluña.

## Obra
Es autor de multitud de artículos, ponencias y trabajos. De sus muchas obras, destacan:
- El Doctor Badia a l'hora decisiva d'Ona Cultural (1981, con Antoni M. Badia i Margarit)
- Frederic Mompou (1993, con Lluís Millet i Loras, Ramón Barce, Narcís Bonet y Alicia Moreno)
- Jesús Mir, empremta trempolina (2002)
- Llançanencs d’or (2002)
- Pau Casals a l'exili (2006, junto con Narcís Castanyer y Ramon Colomer)
- Victòria dels Àngels, memòries de viva veu: diàleg sense partitura (2005) (traducido al español como Victoria de los Ángeles, memorias de viva voz: diálogo sin partitura)
- La nació és la llengua: el pensament lingüístic de Joan Maragall (2008)
- Josep Carreras, historia de una predestinación (2008)